# Kvaziturbina
Kvaziturbina ali Qurbina je predlagani brezbatni rotirajoči motor z notranjim zgorevanjem, ki uporablja romboidni rotor. Stiskanje in ekspanzija se izvajata deloma podobno kot pri Wanklovemu motorju.
Demonstrirali so tudi verzijo, ki deluje na stisnjen zrak in verzijo, ki deluje na paro. Predlagali so tudi turbino, ki bi delovala kot črpalka in tudi Stirling verzijo.